# Ramon I de Ribes
Ramon I de Ribes (? - aprox 1120), també conegut com a Ramon Mir de Santmartí, fou un noble català senyor dels castells de Ribes, Sitges, Miralpeix i la Geltrú.

## Biografia
Fill de Mir Geribert i de Guisla de Besora, a la mort del seu pare va rebre els castells abans citats.
Juntament amb el seu germà, Arnau de Santmartí, s'oposà al comte Berenguer Ramon II fins al 1086, per l'assassinat del també comte Ramon Berenguer II.Posteriorment acompanyà al comte l'any 1090 en la seva expedició cap a Ponent, on l'exèrcit comtal a Tèvar de la Pineda va ser emboscat i Ramon I de Ribes fou capturat juntament amb el comte i altres cavallers. Pagat el rescat va tornar a casa. El 24 d'abril de 1092 va fer una important donació al monestir de Santa Maria de Solsona d'un mas, masover inclòs.
Fou succeït pel seu fill Arnau I de Ribes.